# Église Saint-Marcel de Villabé
L'église Saint-Marcel est une église catholique du XIIe siècle située à Villabé, dans le département de l'Essonne, en France. Elle contient six stalles datant du XVIe siècle ainsi que deux statues en bois datant du XVIIIe siècle classées monuments historiques,.

## Localisation
L'église Saint-Marcel est située au centre du village historique de Villabé, sur le bord oriental du plateau qui domine le cirque de l'Essonne. Elle dépend de la paroisse catholique du secteur pastoral Corbeil - Saint-Germain du diocèse d'Évry-Corbeil-Essonnes.

## Histoire

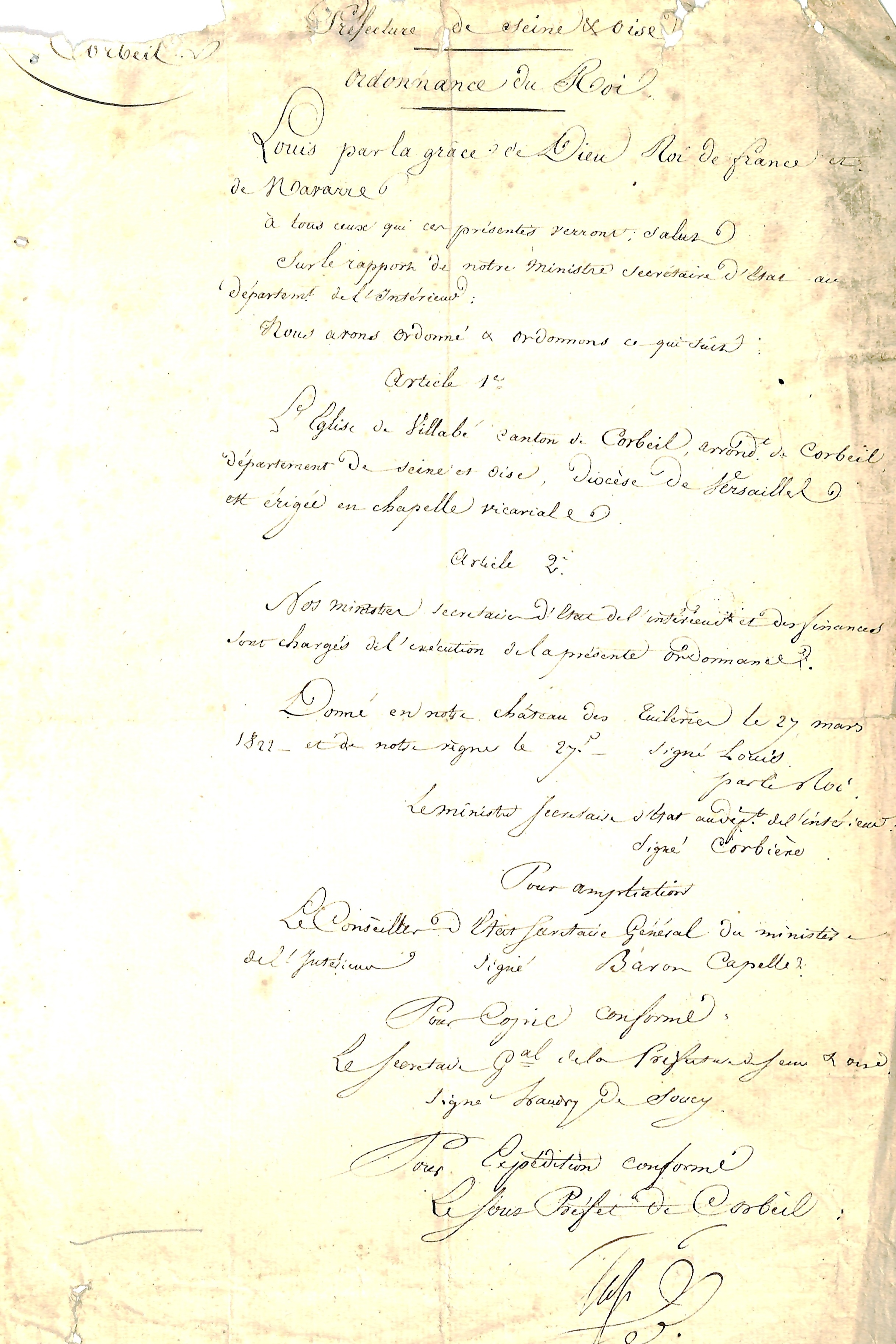
Ordonnance royale d'érection de l'église de Villabé en chapelle vicariale.

L'église de Villabé date du XIIe siècle,. Elle porte le nom de saint Marcel, le neuvième évêque de Paris.
L'église a été endommagée au cours de la guerre de Cent Ans. Elle est ensuite entièrement rénovée en 1467 et a fait l'objet de plusieurs rénovations dont la dernière date de 2002.
Le 27 mars 1822, une ordonnance du roi Louis XVIII érige l'église de Villabé en chapelle vicariale. Jusqu'à cette date, elle était une annexe des églises d'Essonnes ou de Lisses, les villes voisines dont dépendaient les curés de Villabé.
L'église Saint-Marcel contient six stalles en bois sculptées datant de 1530, des boiseries d’autel du XVIIe siècle, deux statues en bois dans le retable représentant des saints évêques et datant du XVIIIe siècle et une statue de la Vierge datant 1769. Le banc d'œuvre, la chaire (datant de 1759) et les boiseries des murs de l’église (datant du début du XVIIIe siècle), détériorés par l'humidité, ont disparu en 1950.
En 1887, le conseil communal fait installer un cadran d'horloge sur le côté sud du clocher de l'église. Le devis de l'horloger Ducharme de Corbeil précise :
« 
Je m'engage à fournir et à mettre en place, dans le clocher de la commune de Villabé, une horloge de forme horizontale sonnant les heures et les demi-heures marchant huit jours sans être remontée, cette horloge frappant sur la cloche existante de 500 kg et conduisant deux cadrans de 1 mètre 20 comprenant tous les accessoires et la pose pour la somme de onze cents francs. Cette horloge est garantie pendant dix années, c'est-à-dire tout ce qui pourrait survenir par l'horloge elle-même.
 »

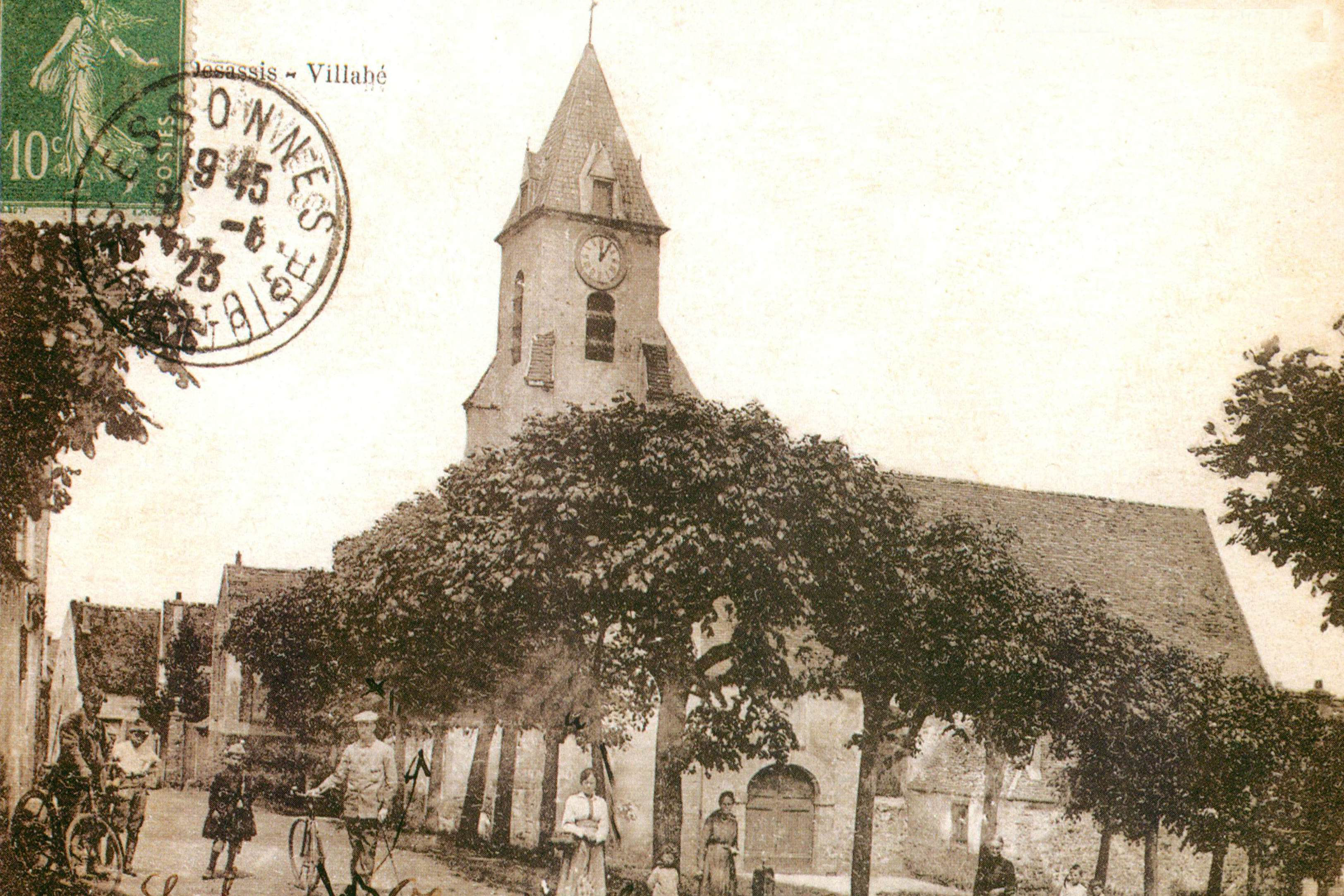
L'église au début du XXe siècle.
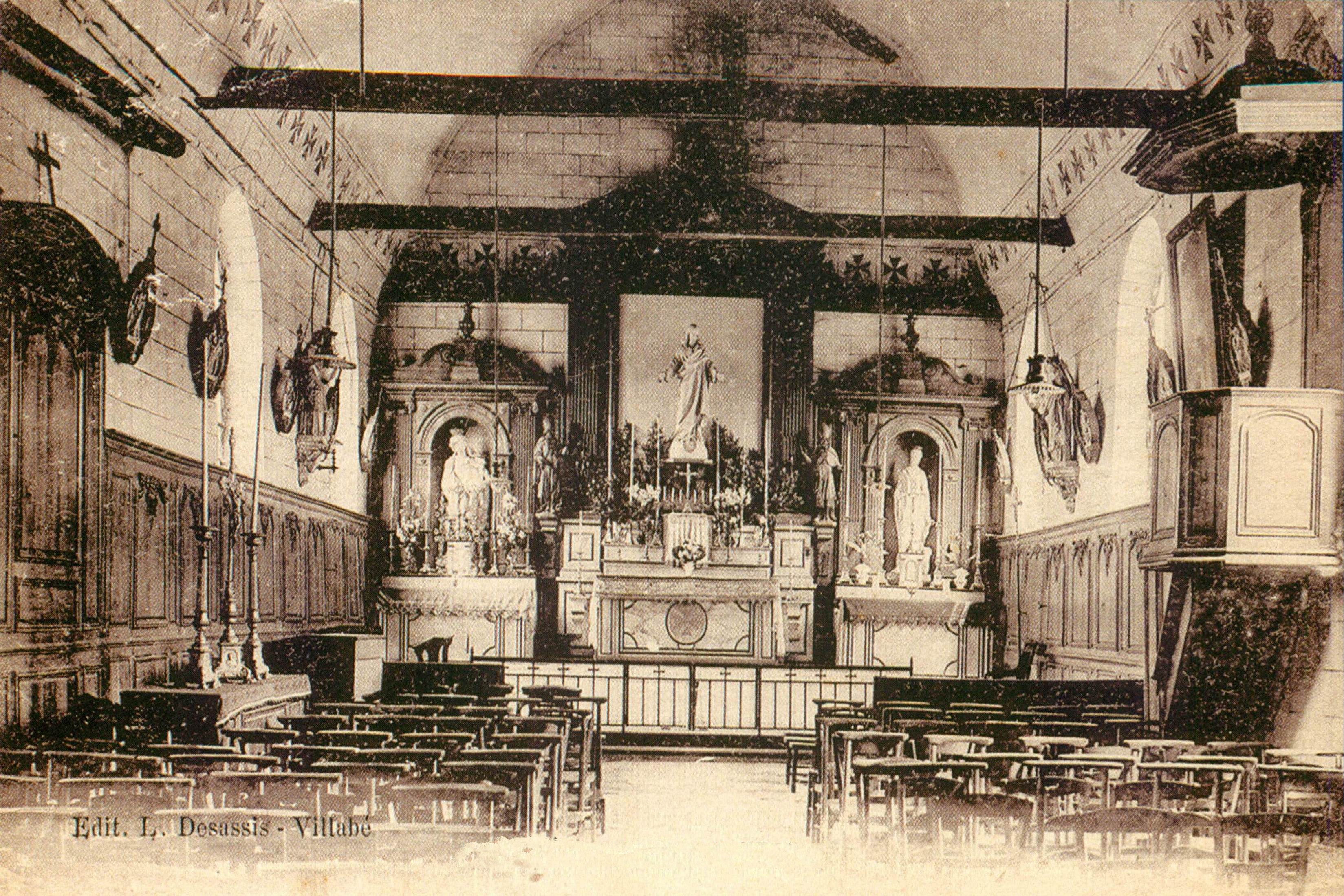
Intérieur de l'église au début du XXe siècle.

## Description

### Architecture

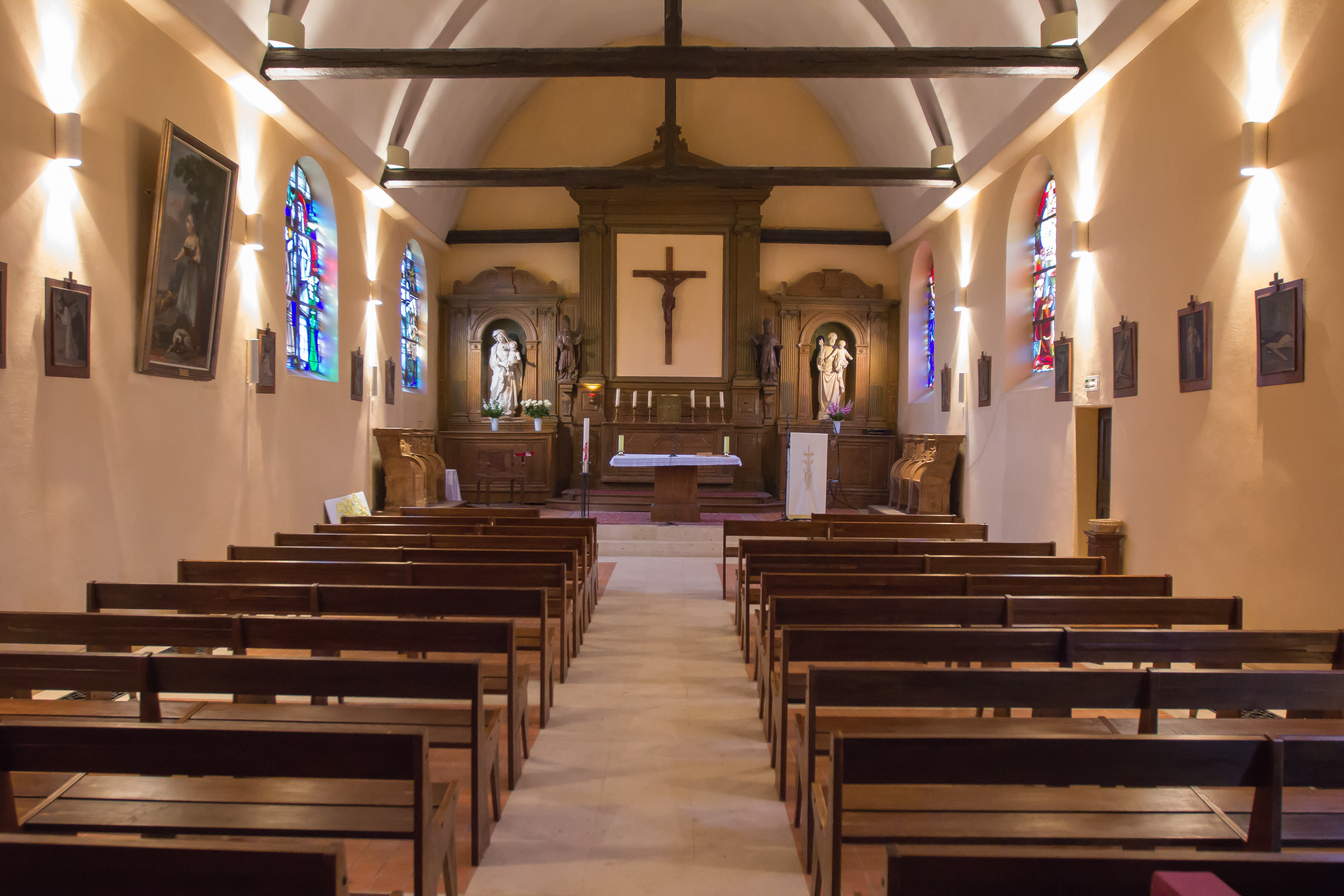
Vue de l'intérieur de l'église.

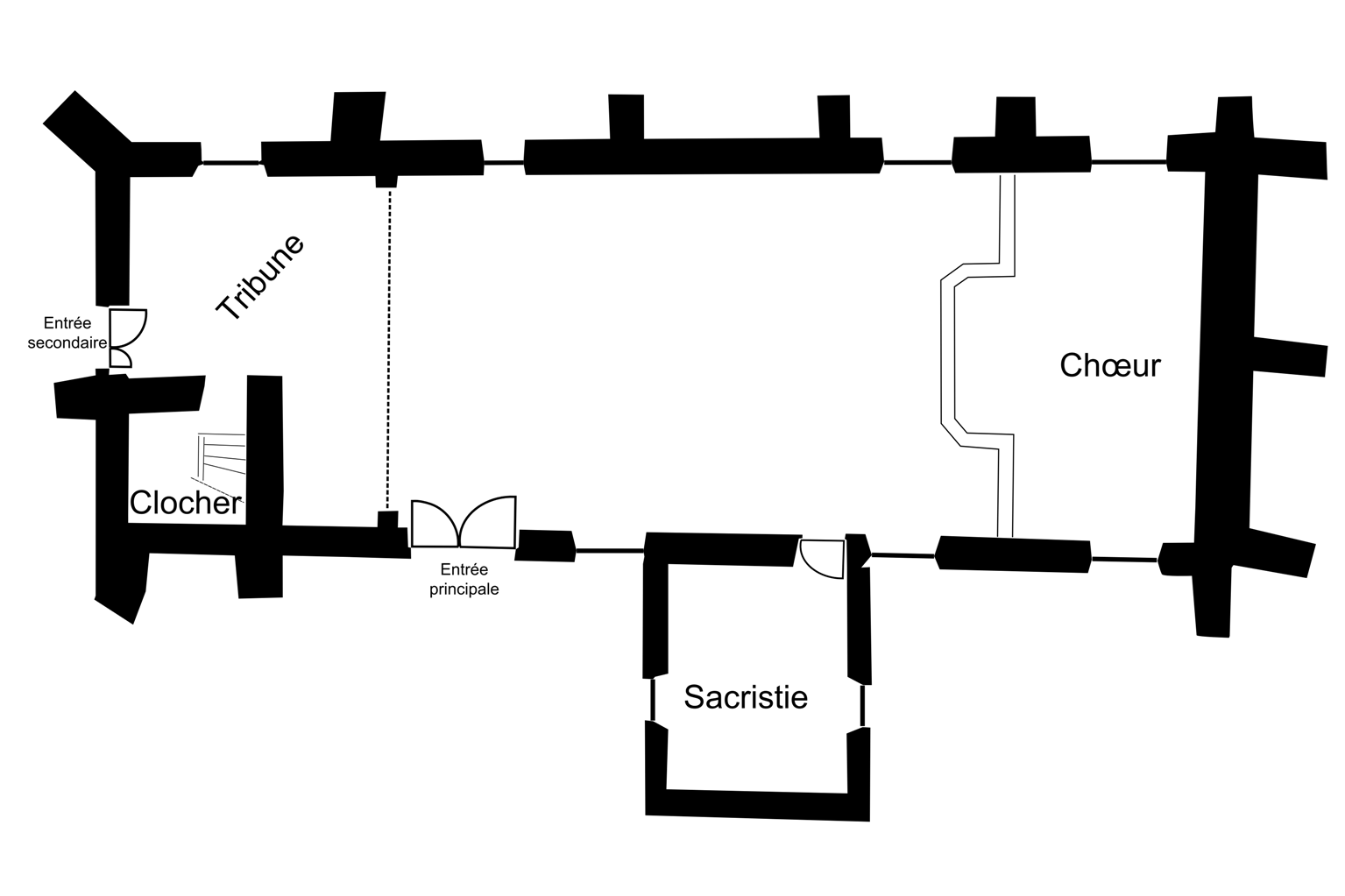
Plan de l'église.

L'église Saint-Marcel est un édifice rectangulaire bâti selon une orientation sud-ouest - nord-est (le chœur étant orienté au nord-est). Le clocher est érigé à l'angle sud-ouest de l’édifice, il comporte quatre fenêtres en son sommet. L'entrée de l’église est située au milieu de sa façade sud-est. Une petite sacristie est adjointe à la façade sud-est de l'église à droite de l'entrée.
L'église est constituée d'une seule nef, d'un chœur et d'une tribune. À l'instar de nombreuses petites églises de villages son chevet est plat (ses fenêtres sont actuellement murées).
L'intérieur de l'église est éclairé par six fenêtres (trois de chaque côté) occupées par des vitraux. La voûte de l'église est en plein cintre.

### Les stalles
L'église de Villabé contient six stalles datant du XVIe siècle. Elles sont assemblées par groupe de trois et réparties de part et d'autre du chœur. Ces stalles proviennent de l'ancienne abbaye Saint-Victor de Paris détruite en 1811. Elles sont classées monuments historiques au titre objet le 8 février 1908.

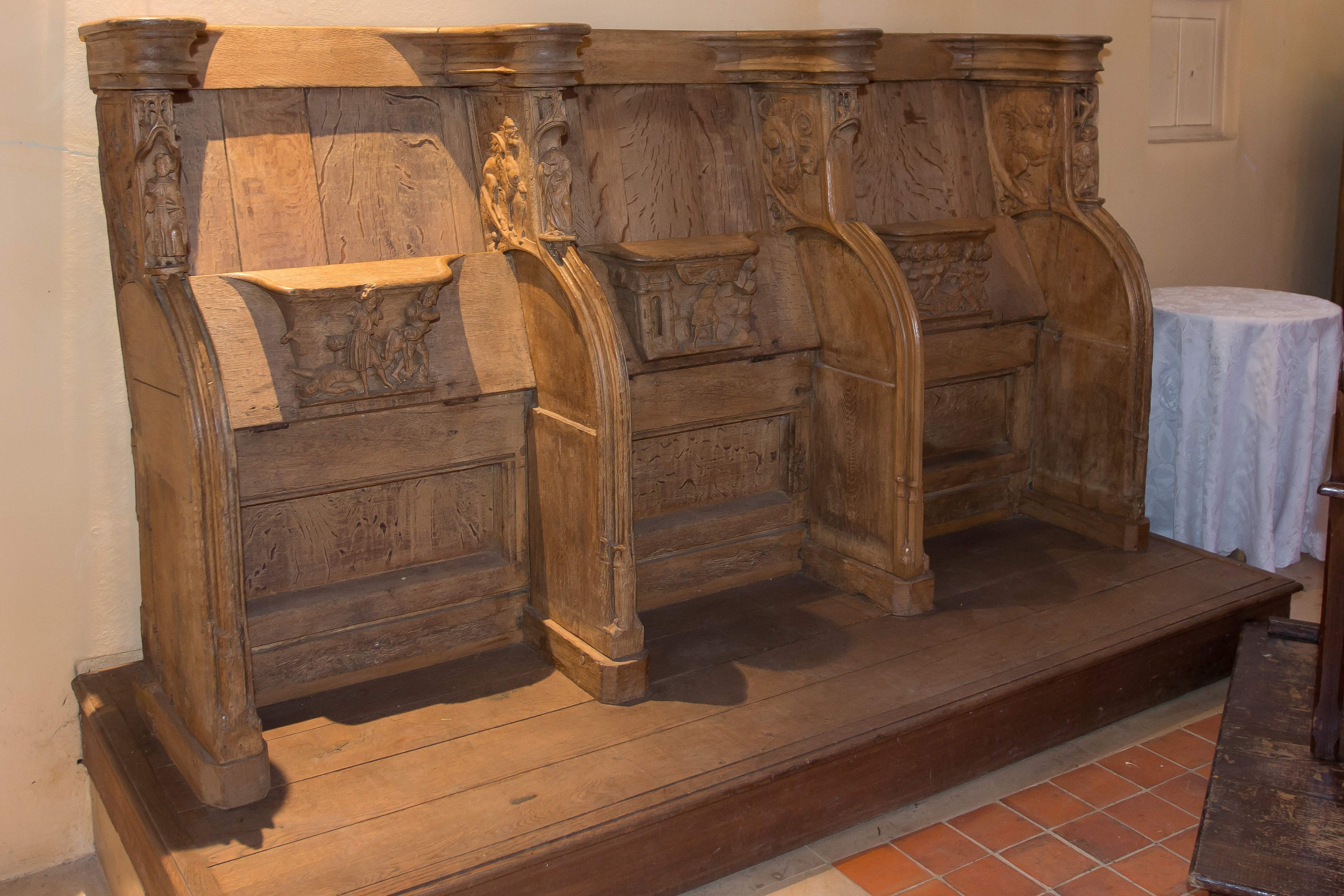
Les stalles du côté gauche du chœur.
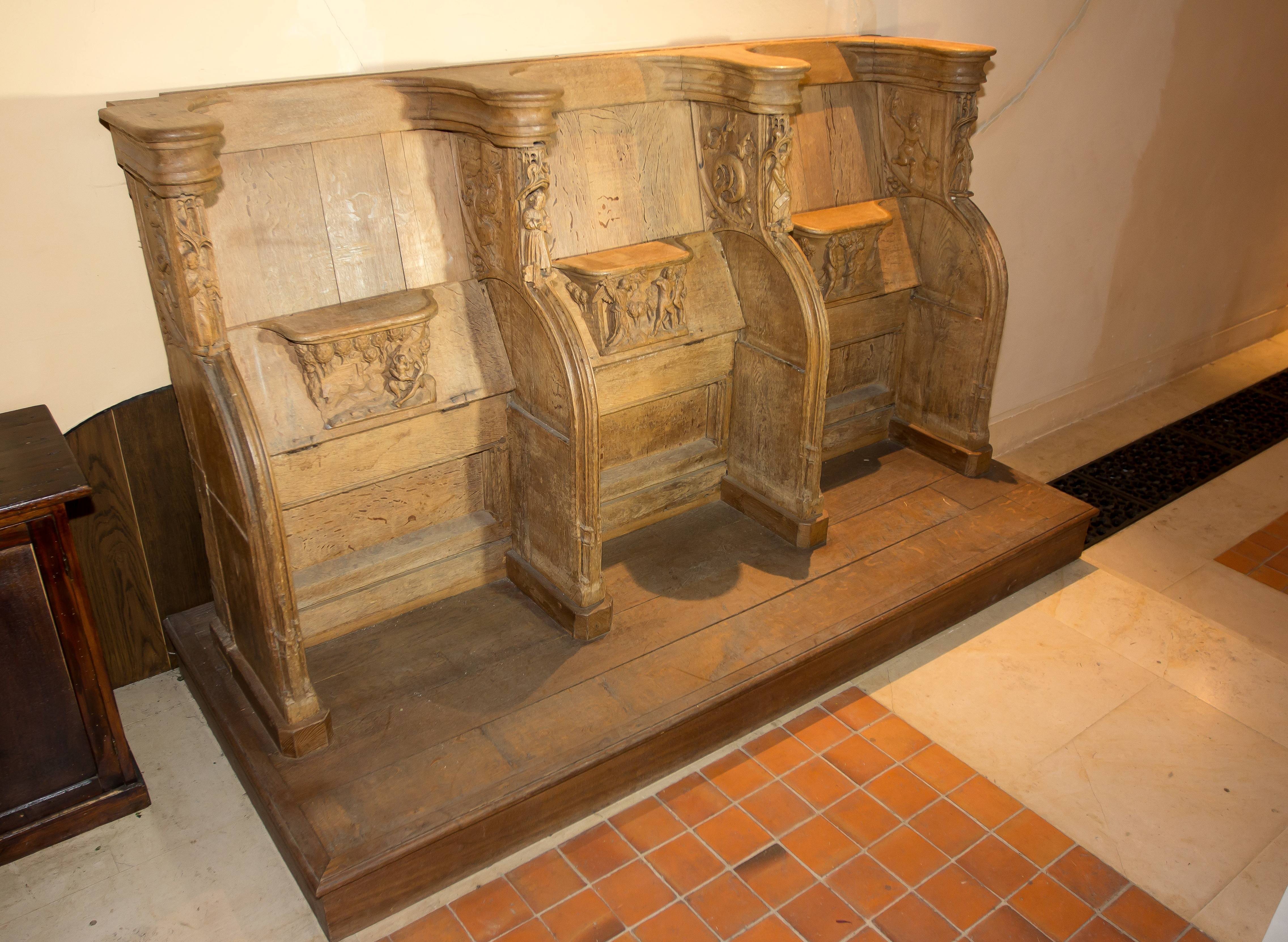
Les stalles du côté droit du chœur.

Les miséricordes représentent des scènes de la création de l'homme (Adam et Ève), du paradis terrestre et de l'histoire de Samson et de Dalila.
Les miséricordes des stalles de droite représentent :
- Ève allaitant[10] ;
- L'expulsion d'Adam et Ève du paradis[11] ;
- Ève et le serpent[12].

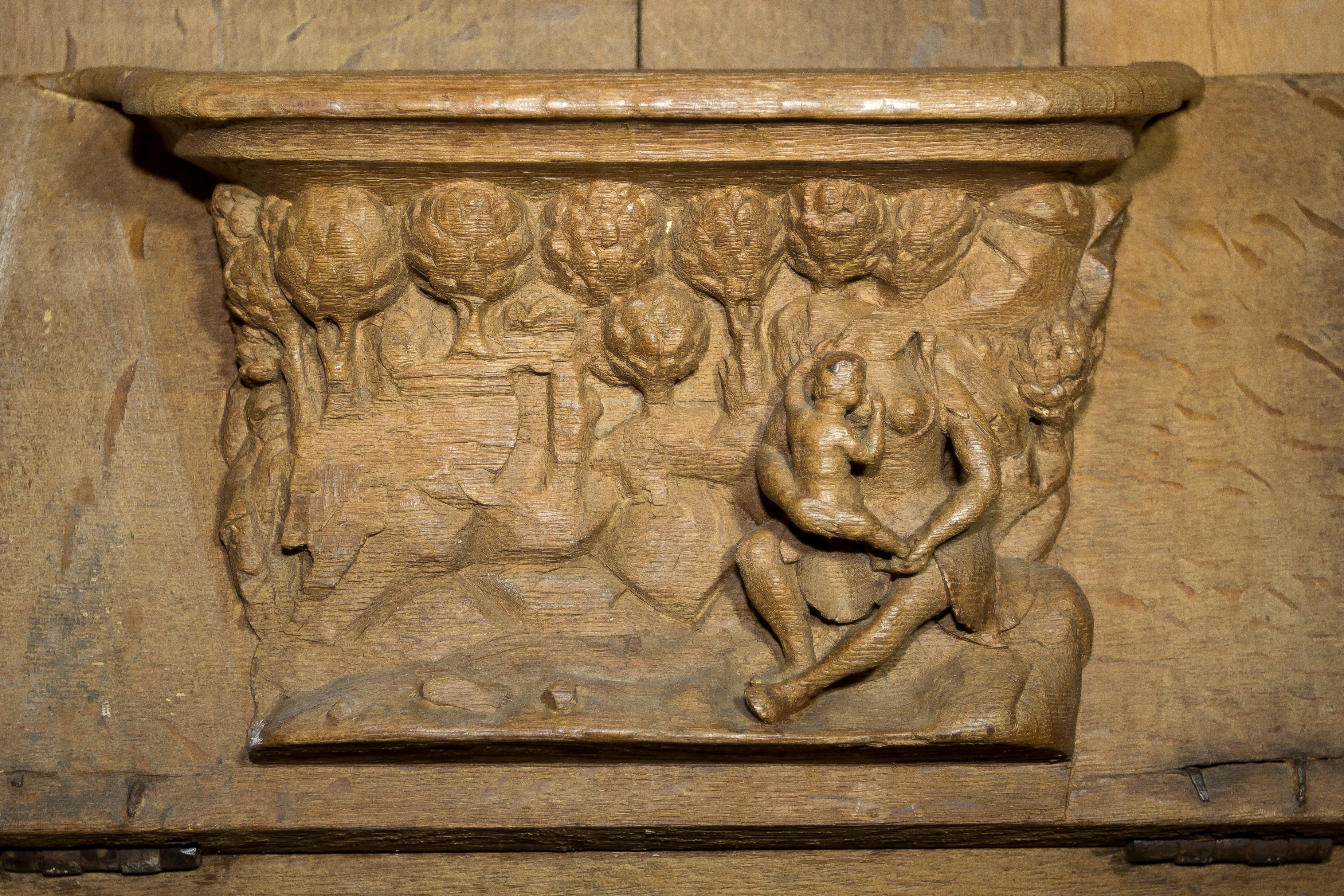
Ève allaitant.
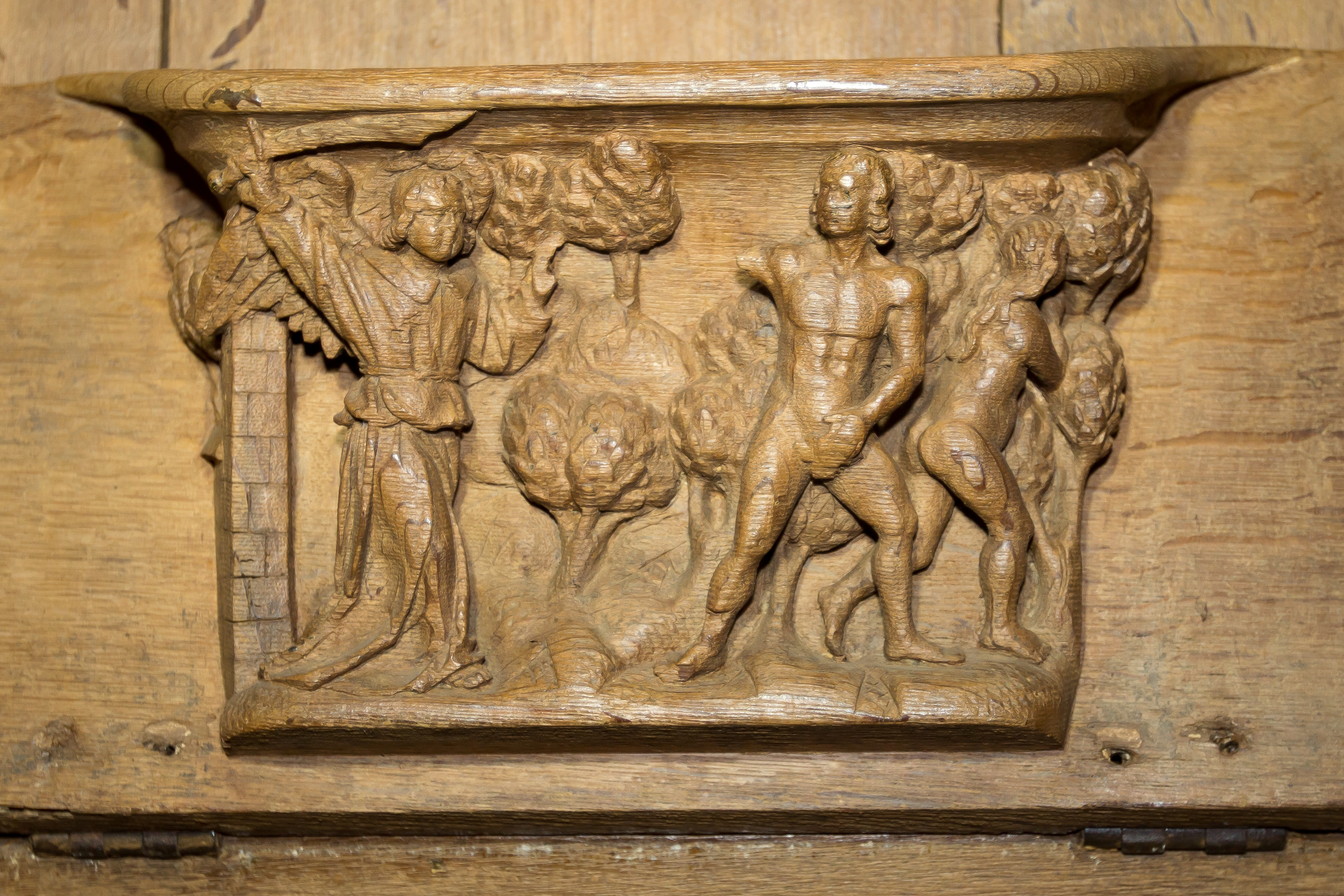
Adam et Ève chassés du paradis.
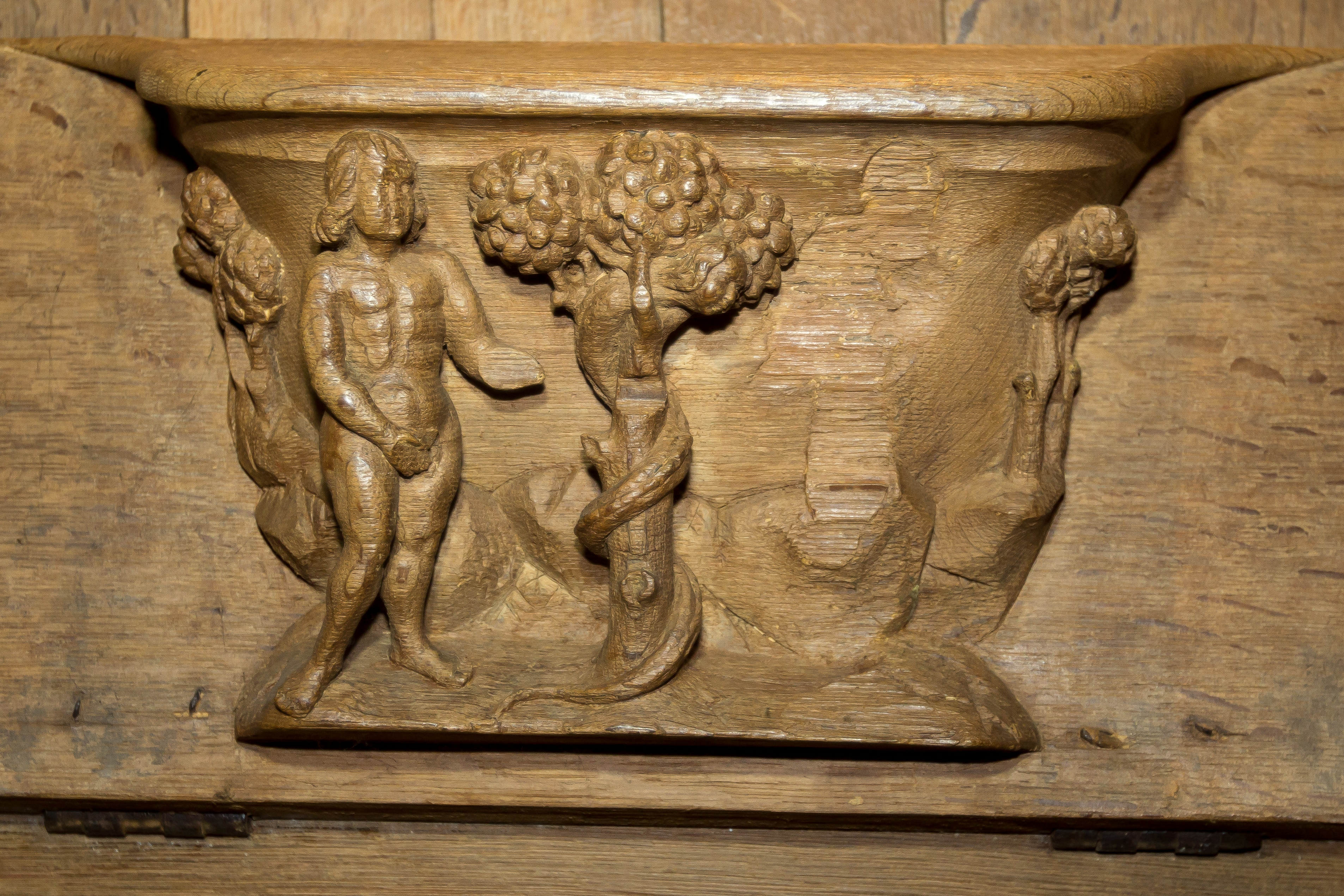
Ève et le serpent.

Les miséricordes des stalles de gauche représentent :
- Dalila coupant les cheveux de Samson[13] ;
- Samson transportant une porte de Gaza[14] ;
- Samson vainqueur des Philistins[15].

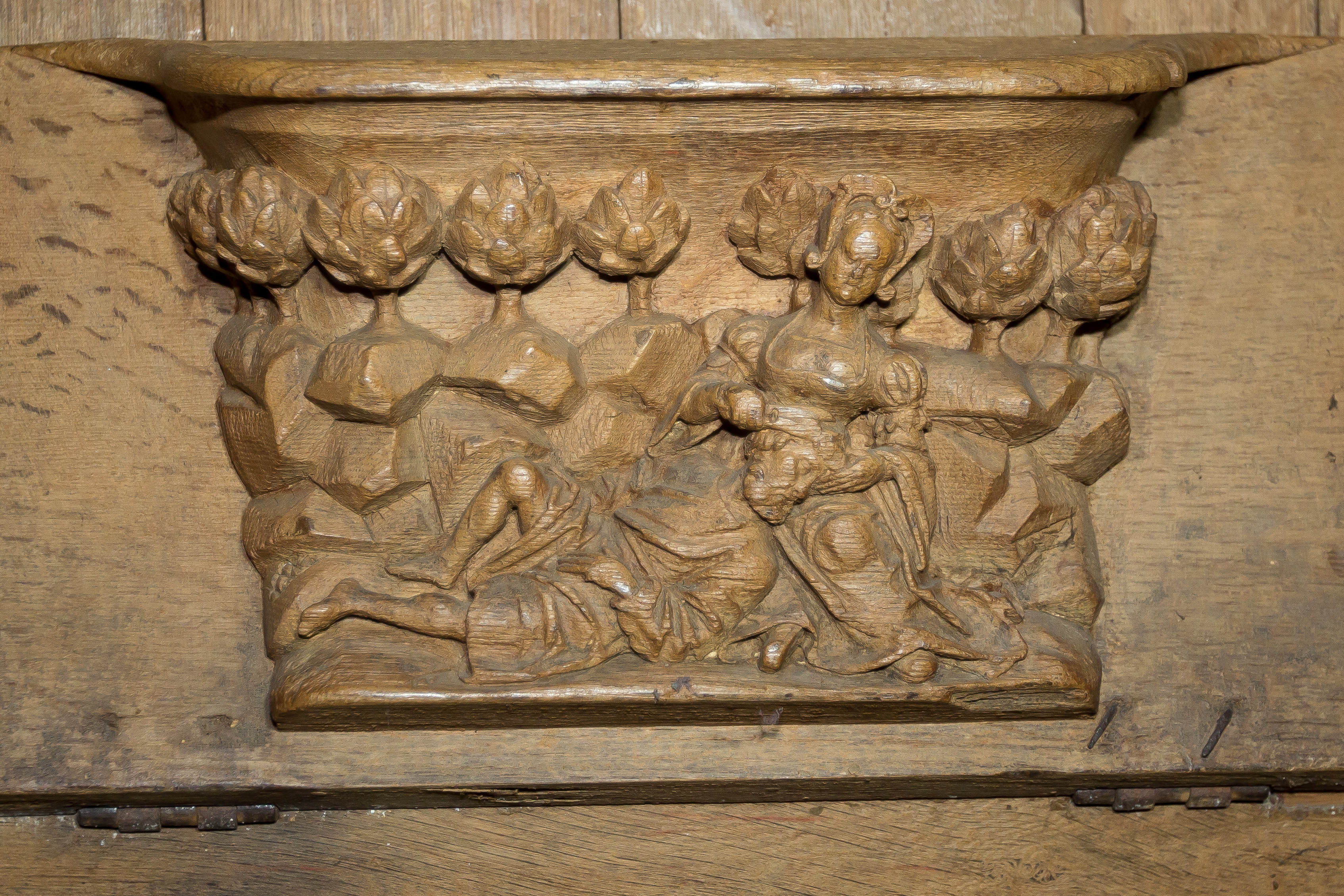
Dalila coupant les cheveux de Samson.
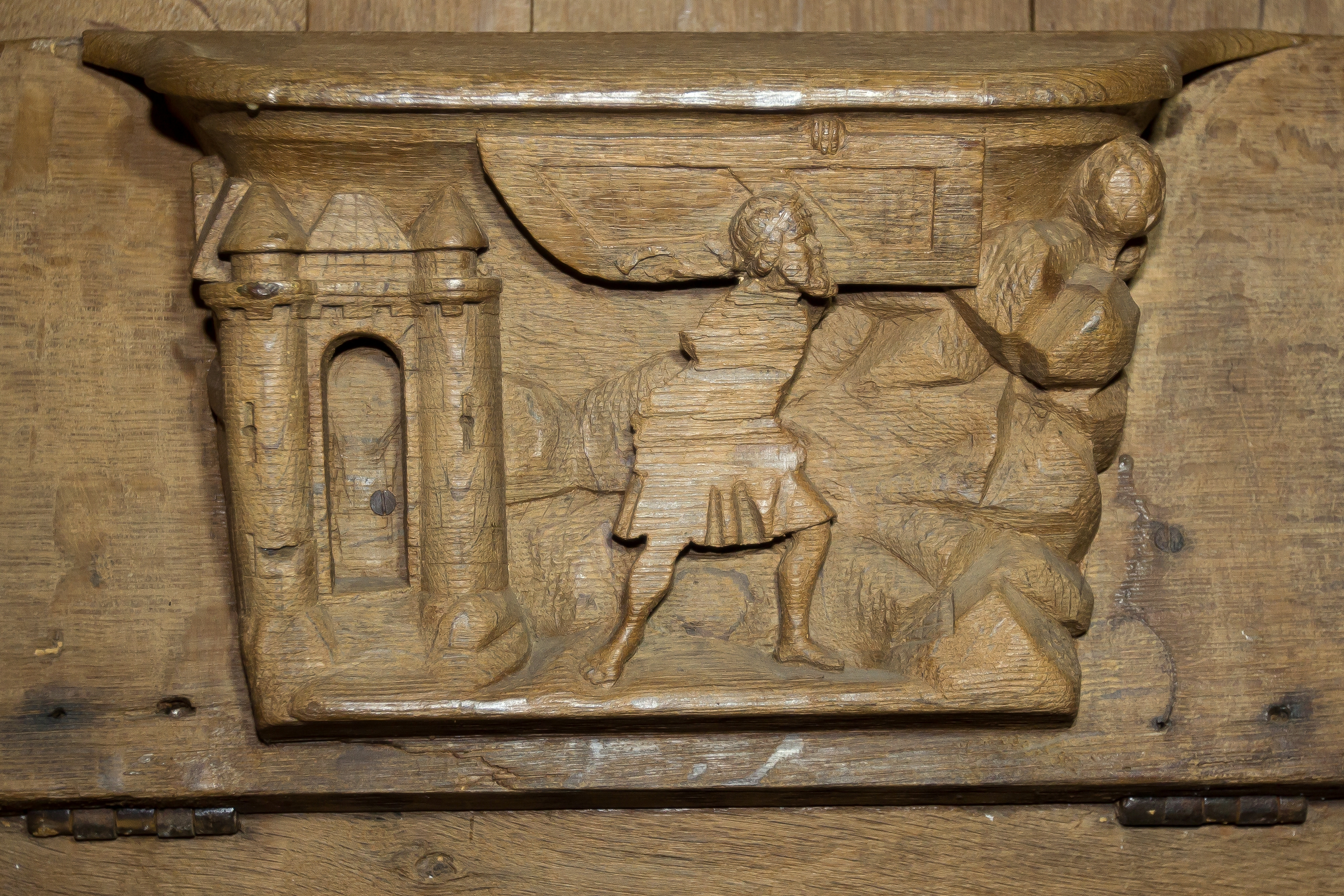
Samson transportant une porte.
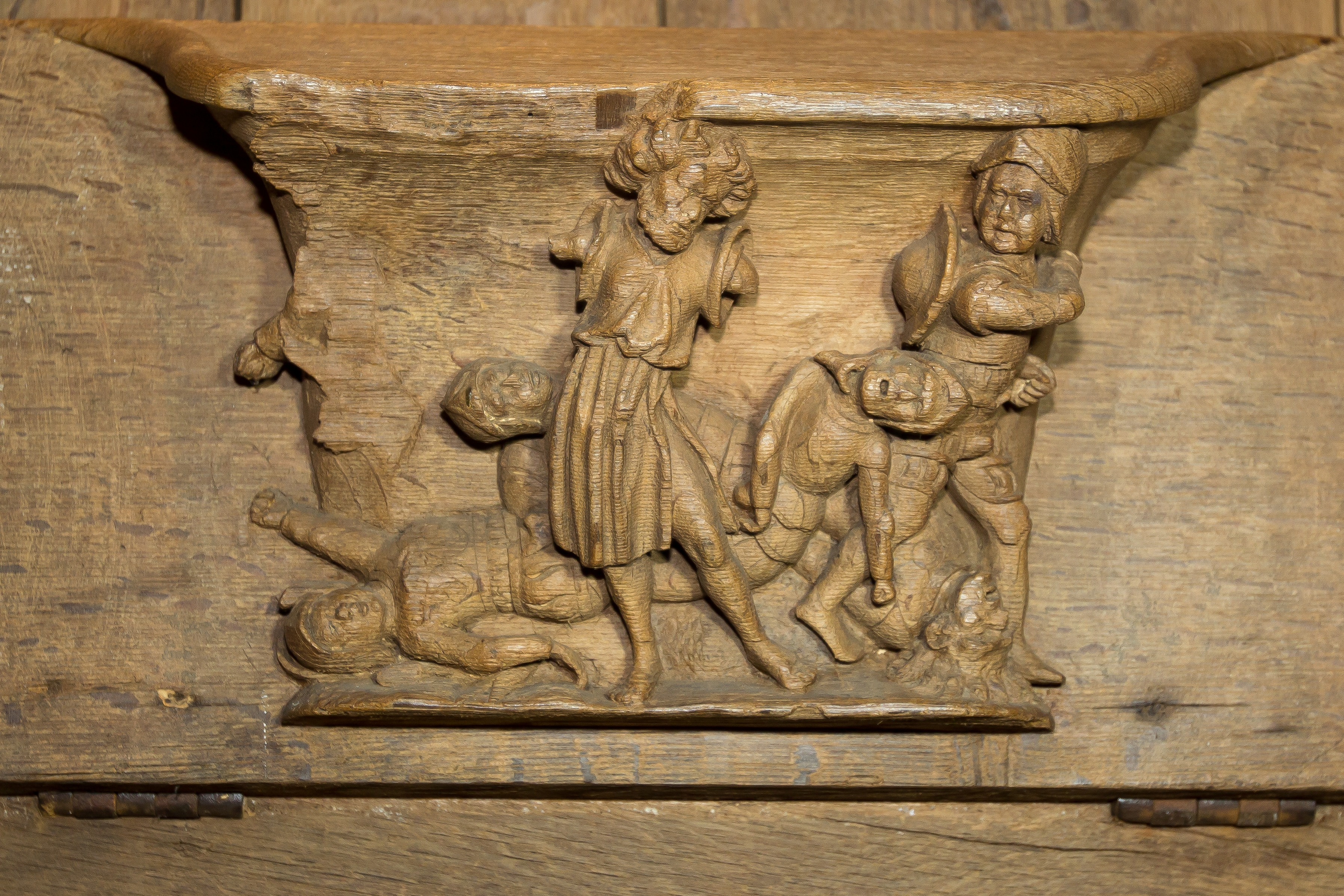
Samson vainqueur des Philistins.

### Le retable

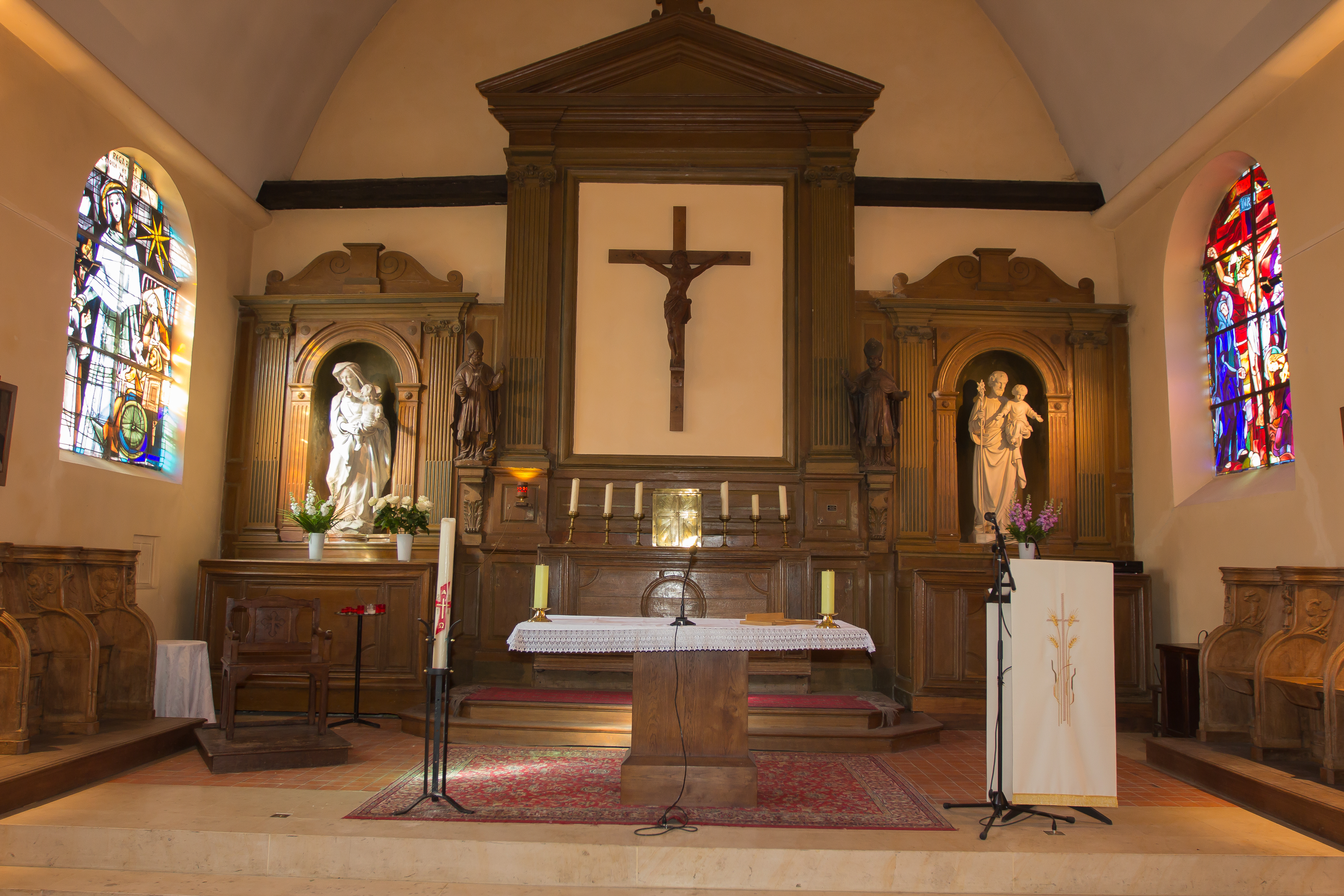
Le retable de l'église.

Un grand retable en boiseries occupe le mur du chevet sur toute sa largeur. Son centre est occupé par un Christ en Croix en bois et les parties latérales sont constituées de deux grandes niches abritant des statues. Celle de gauche représente la « Vierge et l'Enfant », elle date de 1769.
Deux petites statues sculptées en bois sont disposées de part et d'autre de la partie centrale du retable, elles sont classées monuments historiques au titre objet depuis le 12 juillet 1912. La statue de gauche représente Saint Marcel et celle de droite représente Saint Blaise le patron des laboureurs (ou Saint Clément selon d'autres interprétations).

### Les vitraux

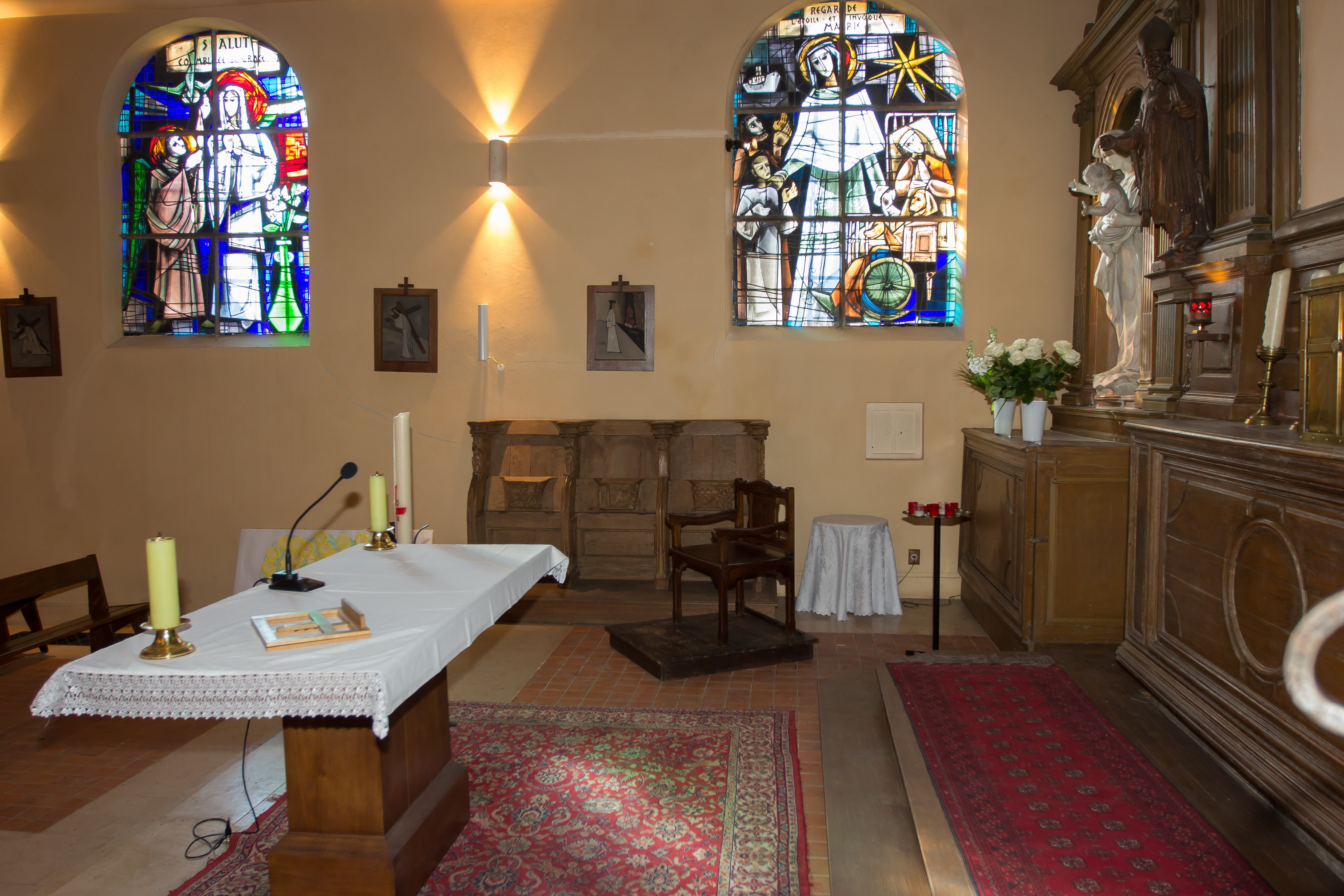
Vue du chœur : le retable, deux vitraux, l'autel et les stalles du côté gauche de l'église.

Les vitraux de l'église sont l’œuvre des ateliers verriers Montméjean, Blanchet et Sialielli. Trois datent de 1950 et représentent :
- la Nativité ;
- la Cène,
- la Crucifixion.

Les cinq autres sont plus récents et ont pour thème :
- « Pour les malades, invoque l’étoile et regarde Marie » ;
- L’annonciation « Comblée de grâce » ;
- la devise de Saint Marcel « Qui est comme Dieu » ;
- Saint Marcel et le Serpent ;
- un poisson, symbole des premiers chrétiens.

### Le clocher

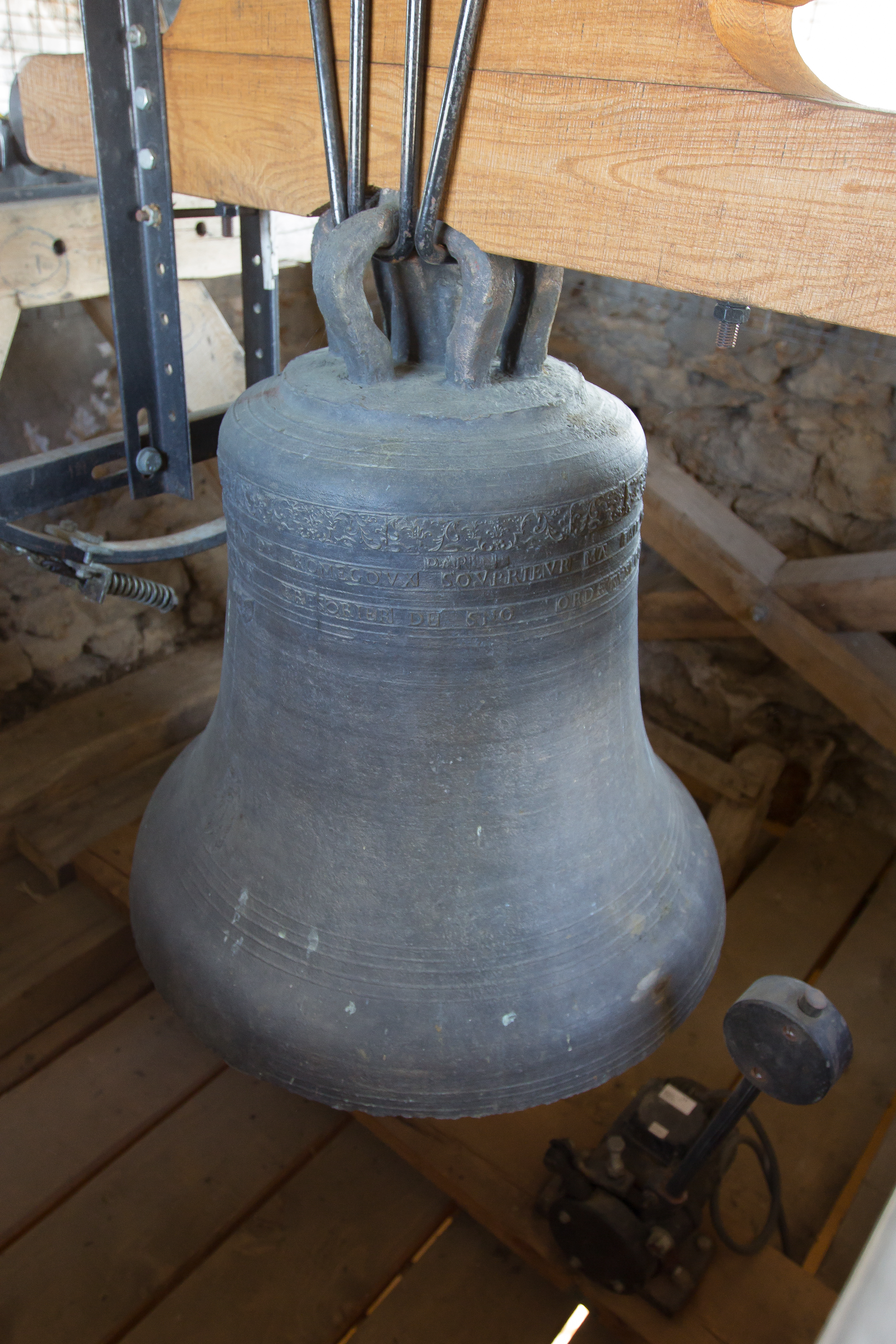
La cloche de l'église.

Le clocher de l'église se situe à l'angle sud-ouest de l'édifice. L'accès à sa partie supérieure se fait par un escalier fermé qui dessert aussi la tribune. Une échelle en bois permet ensuite d'accéder à l'unique cloche installée au sommet du clocher.
La cloche a été fondue en 1739. Elle pèse environ 190 kg et mesure 70 cm de diamètre. Elle comporte l'inscription : « Frère Jean Romégoux sous prieur de St Jean / m'a fait fondre l'an 1739 / François Dauvet Desmaret estans grand trésorier de s.n.o. »